# Anatra D
Die Anatra D (russisch Анатра Д) und ihr Nachfolgemodell Anatra DS (Анатра ДС) waren zur Aufklärung verwendete Doppeldecker aus russischer Produktion. Weitere Aufgabengebiete waren die Feuerleitung der Artillerie sowie die Unterstützung der eigenen Bodentruppen. Geflogen wurden sie im Ersten Weltkrieg und nach der Oktoberrevolution auch im russischen Bürgerkrieg.

## Entwicklung
Die 1913 vom italienischen Bankier Artur Anatra in Odessa gegründeten Anatra-Werke waren vor und während des Ersten Weltkrieges auf die Lizenzproduktion von französischen Flugzeugen der Typen Farman, Nieuport, Voisin und Morane spezialisiert, da die russische Luftfahrtindustrie zunächst noch keine eigenen Flugzeugmuster produzierte.
Parallel dazu begann der französische Angestellte Elysée Alfred Descamps mit der Entwicklung einer eigenen Konstruktion, wobei er sich hierbei an einer erbeuteten deutschen Aviatik orientierte. Am 15. Dezember 1915 startete die Anatra D (D für Descamps) mit einem 74-kW-Gnome-Monosoupape-Motor zum Erstflug. Offiziell wurde sie auch als Anadé bezeichnet. Dabei zeigten sich jedoch statische Schwächen, die eine gründliche Überarbeitung erforderlich machten: Piloten- und Beobachtersitz wurden verschoben, Tragflächen nach hinten versetzt und teilweise gekürzt sowie Ausgleichsgewichte angebracht. Ein anderer Prototyp bekam ein stärkeres 81-kW-Clerget-Rotationstriebwerk und die Namen Dekan oder Anaclé (Anaclér). Mit diesem Typ verunglückte Werkspilot Jean Robinet aufgrund der schwachen Flügelstruktur während eines Testfluges tödlich.
Trotzdem begann die Serienfertigung mit der Auslieferung des ersten Exemplars am 16. Mai 1916. Die Produktion lief ein Jahr lang bis zur Fertigstellung der 170. von insgesamt 700 bestellten Maschinen. Ab 1919 gingen auch die verbliebenen Anatra D allmählich in den Bestand der Schuleinheiten über.
Der als Anatra DS oder auch als Anasal bezeichnete Nachfolger war in seiner Struktur verstärkt worden und besaß einen verkürzten Oberflügel und einen verlängerten Rumpf. Er flog erstmals am 25. Juli 1916 mit 118-kW-Salmson-Antrieb und war recht beliebt. Von diesem Typ wurden 60 bis 70 Stück gebaut und bis 1920 von den russischen und später sowjetischen Luftstreitkräften geflogen. 23 Exemplare gingen 1919 an die ČSA und neun Stück an Polen.
Erhaltene Flugzeuge sind in Museen in Prag und Kiew ausgestellt.
Ab Februar 1917 gefertigte Anatras bekamen einen stärkeren Salmson-Motor und die Bezeichnung Anatra DSS. Eine weitere Version mit zwei zusätzlichen Druckschrauben-Triebwerken an den Unterflügeln wurde Anatra DE genannt. Auch ein Exemplar mit 150-PS-Hispano-Suiza-Motor (Anadis) wurde gebaut.

## Einsatz
Tatsächlich begleitete die Anatra D der Ruf der Instabilität und Kopflastigkeit. Insbesondere unter den harten Belastungen im Gefecht befürchteten die Besatzungen, dass ihre Maschinen in der Luft auseinanderbrechen könnten. Der Mangel und Verschleiß an Flugzeugen sowie der ungenügende Nachschub an zuverlässigeren Mustern zwangen jedoch die Verbände dazu, die Maschinen weiter im Einsatz zu halten. In den Händen eines erfahrenen Piloten war die Anatra jedoch durchaus brauchbar.
Im April 1917 standen 76 Flugzeuge im Fronteinsatz, die Zahl ging auf 40 im Juni 1917 zurück und bei Jahresende waren alle aus den Kampfeinheiten verschwunden.

## Konstruktion
Die Anatra D/DS besaß einen rechteckigen Rumpf in Kasten-Holzbauweise. Er besaß am vorderen Teil eine Aluminiumbeplankung und war ansonsten ebenso wie das Tragwerk stoffbespannt. Der Oberflügel wurde mit dem Unterflügel sowie mit dem Rumpf durch I-Stiele verbunden. Das gesamte Tragwerk sowie das Normalleitwerk waren verspannt. Der Unterflügel besaß kein Querruder. Das Hauptfahrwerk war starr und besaß eine durchgehende Achse; am Heck befand sich ein Schleifsporn.
Anatra D waren mit einem fest eingebauten synchronisierten Maschinengewehr für den Piloten und einem oder zwei schwenkbaren Colt- oder Maxim-MG für den Beobachter ausgerüstet. Einige Flugzeuge wurden zudem als Schulflugzeuge mit Doppelsteuer versehen.

## Technische Daten
| Kenngröße             | Daten (Anatra D)                        | Daten (Anatra DS)                               |
| --------------------- | --------------------------------------- | ----------------------------------------------- |
| Besatzung             | 2                                       | 2                                               |
| Länge                 | 7,70 m                                  | 8,10 m                                          |
| Spannweite            | oben 11,50 m unten 10,30 m              | 11,42 m                                         |
| Höhe                  | 2,90 m                                  | 3,20 m                                          |
| Flügelfläche          | 35,00 m²                                | 37,00 m²                                        |
| Leermasse             | 515 kg                                  | 814 kg                                          |
| max. Startmasse       | 865 kg                                  | 1164 kg                                         |
| Flächenbelastung      | 24,70 kp/m²                             | 31,50 kp/m²                                     |
| Leistungsbelastung    | 8,60 kg/PS                              | 7,70 kg/PS                                      |
| Antrieb               | ein Sternmotor Gnome Monosoupape        | ein Sternmotor Salmson (Canton-Unné)            |
| Leistung              | 100 PS (74 kW)                          | 160 PS (118 kW)                                 |
| Höchstgeschwindigkeit | 132 km/h in Bodennähe                   | 144 km/h in Bodennähe                           |
| Steigzeit             | 7 min auf 1000 m 26 min auf 2000 m      | 5:30 min auf 1000 m 24 min auf 3000 m           |
| Gipfelhöhe            | 4000 m                                  | 4300 m                                          |
| Reichweite            | 350 km                                  |                                                 |
| Flugdauer             | 3,5 h                                   | 3,6 h                                           |
| Startrollstrecke      | 60 m                                    | 75 m                                            |
| Landerollstrecke      | 90 m                                    | 70 m                                            |
| Bewaffnung            | ein bewegliches 7,7-mm-MG 100 kg Bomben | ein starres 7,7-mm-MG ein bewegliches 7,7-mm-MG |

## Bilder

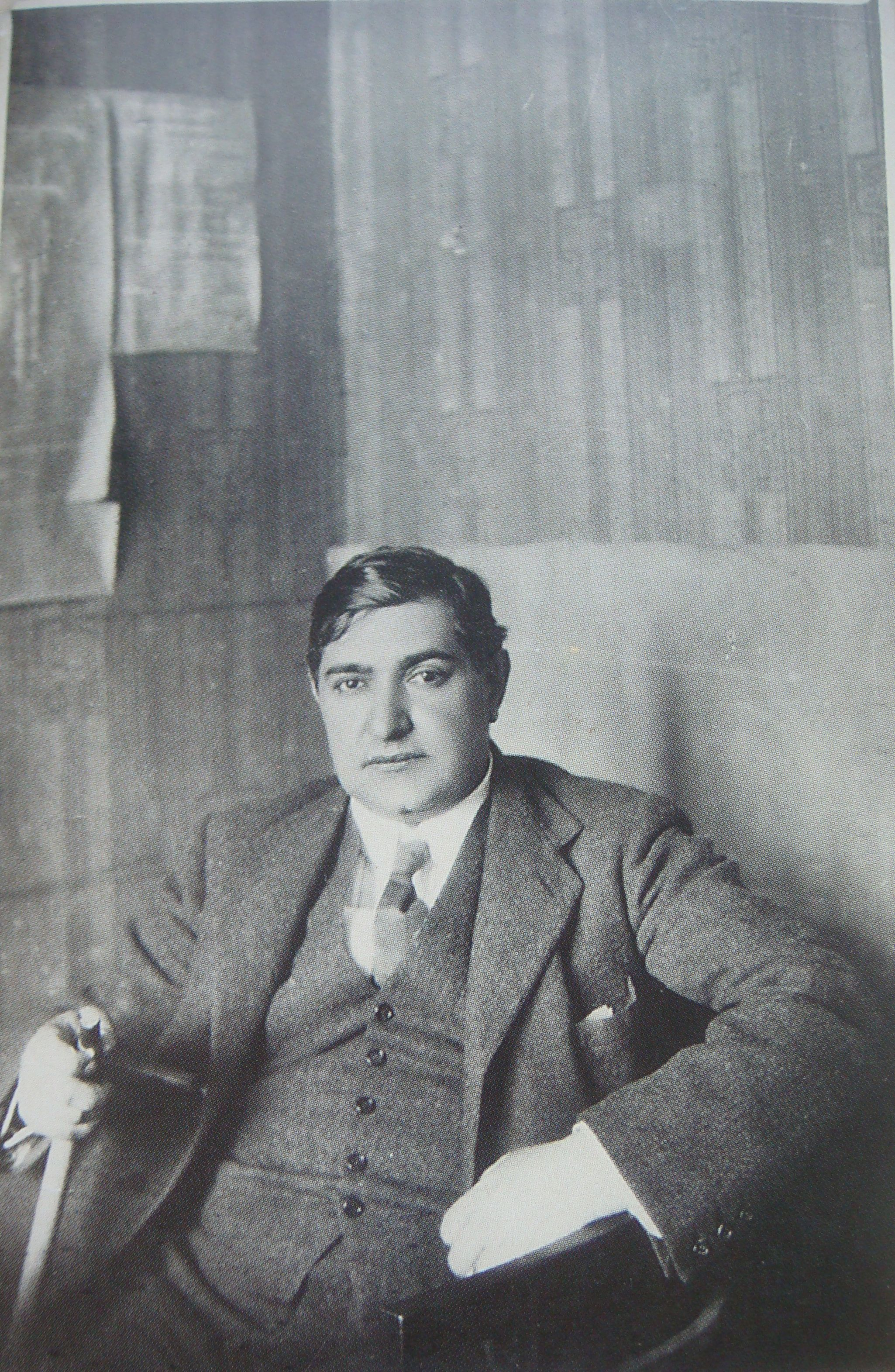
Artur Antonowitsch Anatra (1875–1943)
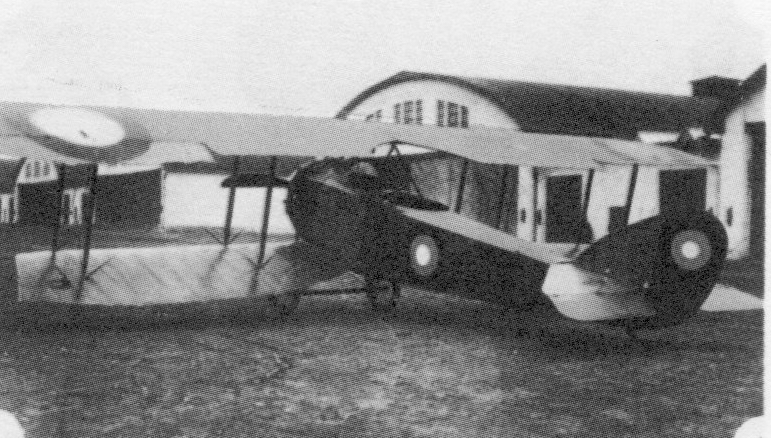
Anatra DS Anasal
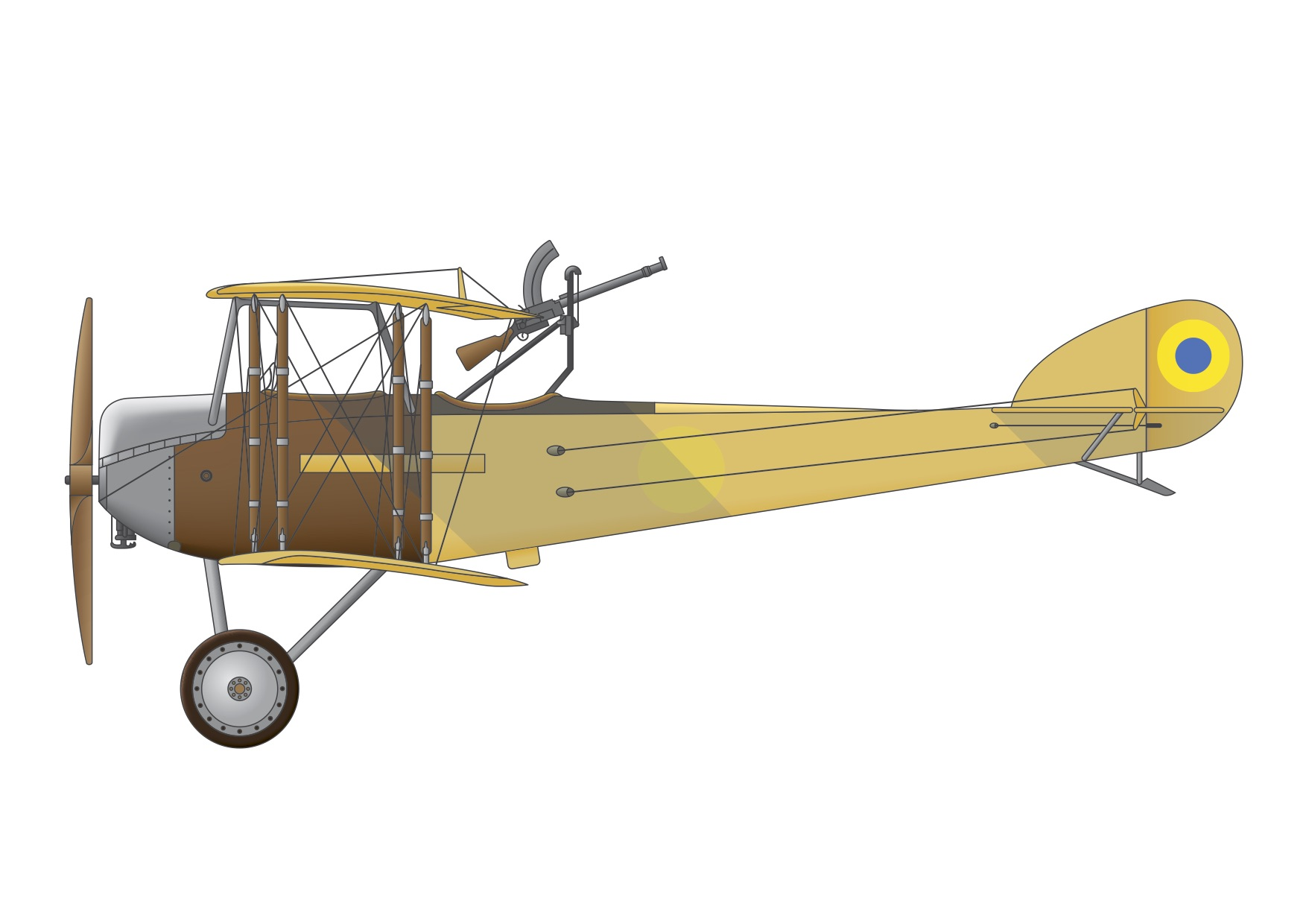
Anatra DE der ukrainischen Fliegertruppe
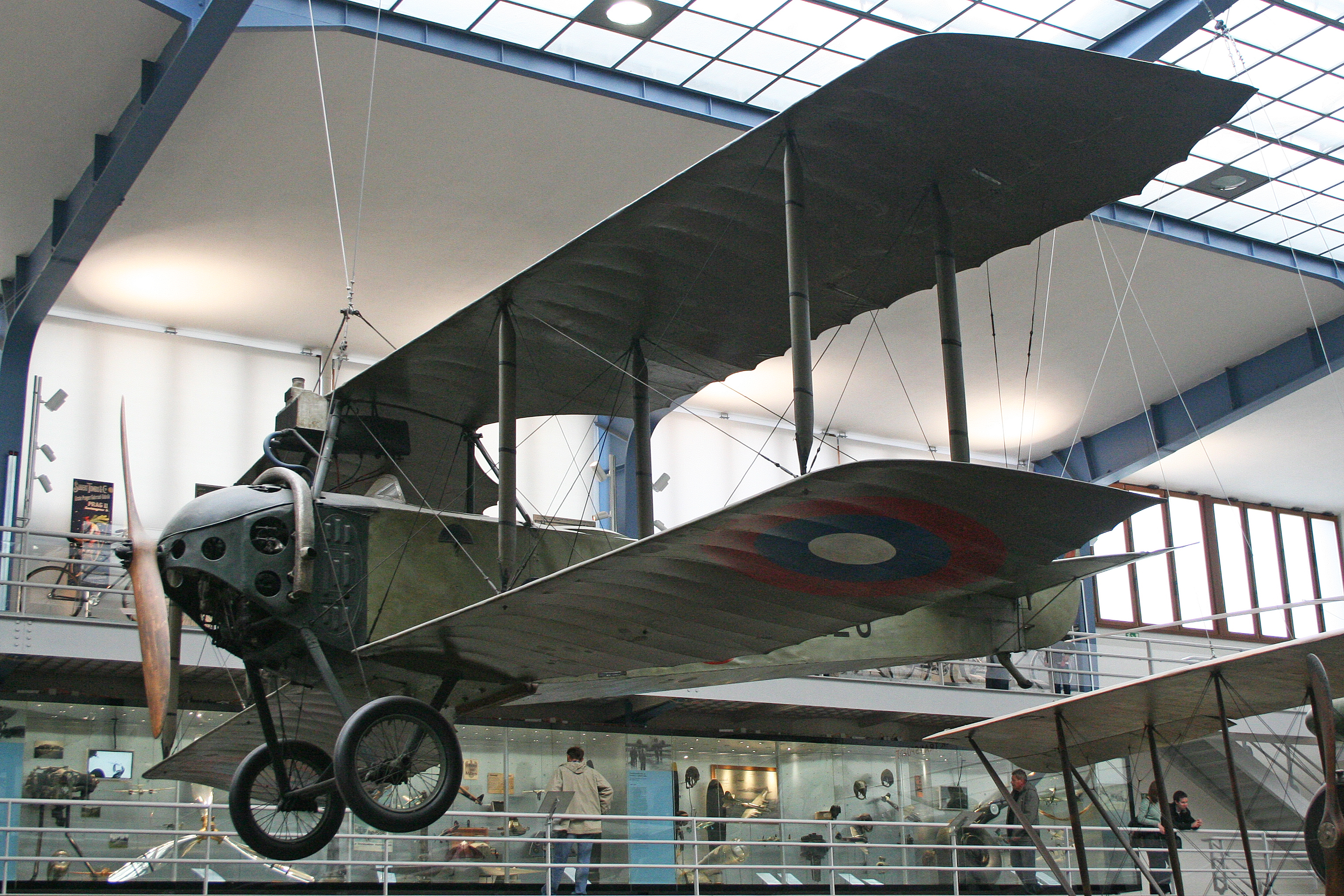
Anatra im Technischen Museum Prag
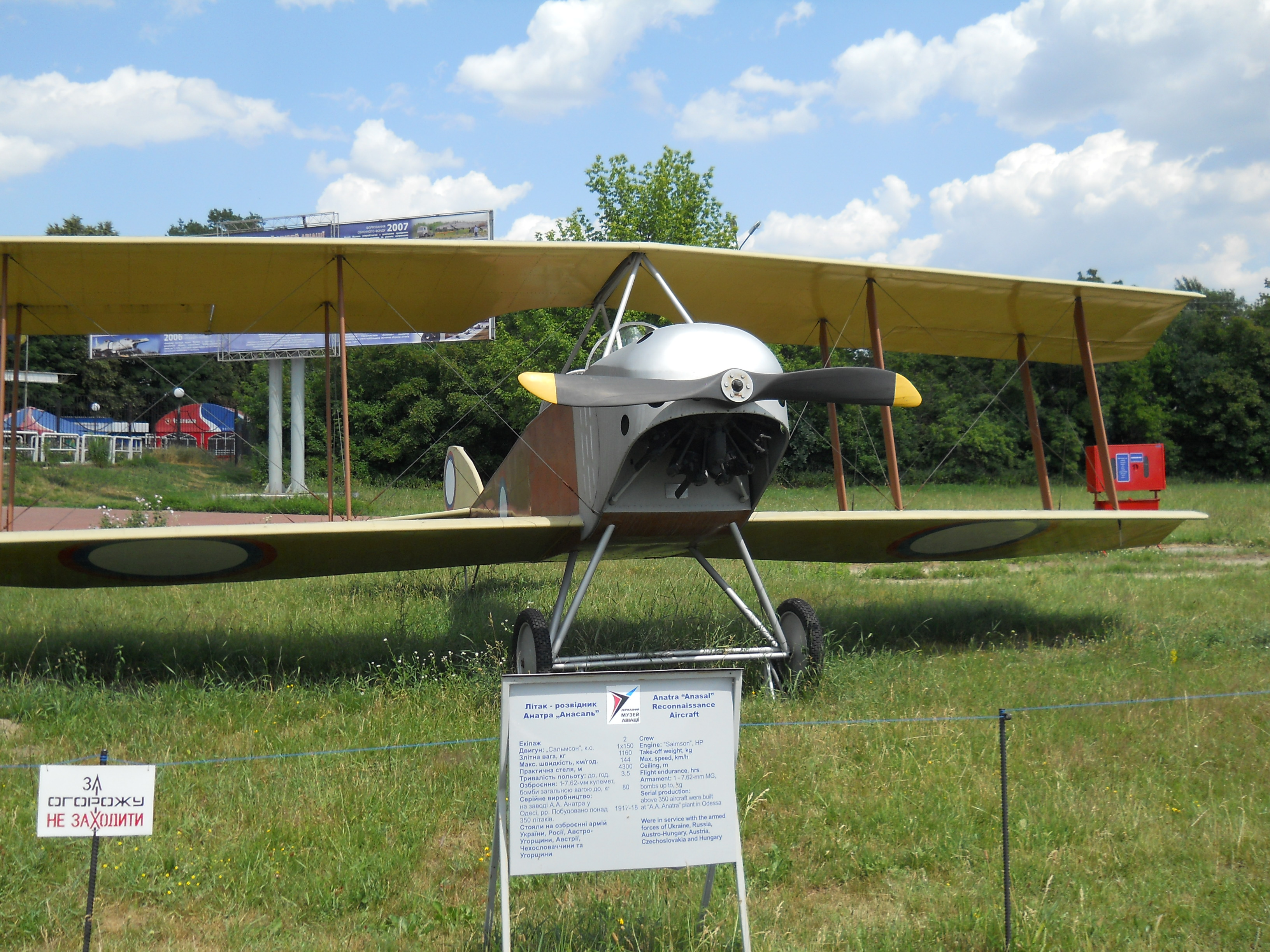
Anatra im Staatlichen Luftfahrtmuseum der Ukraine
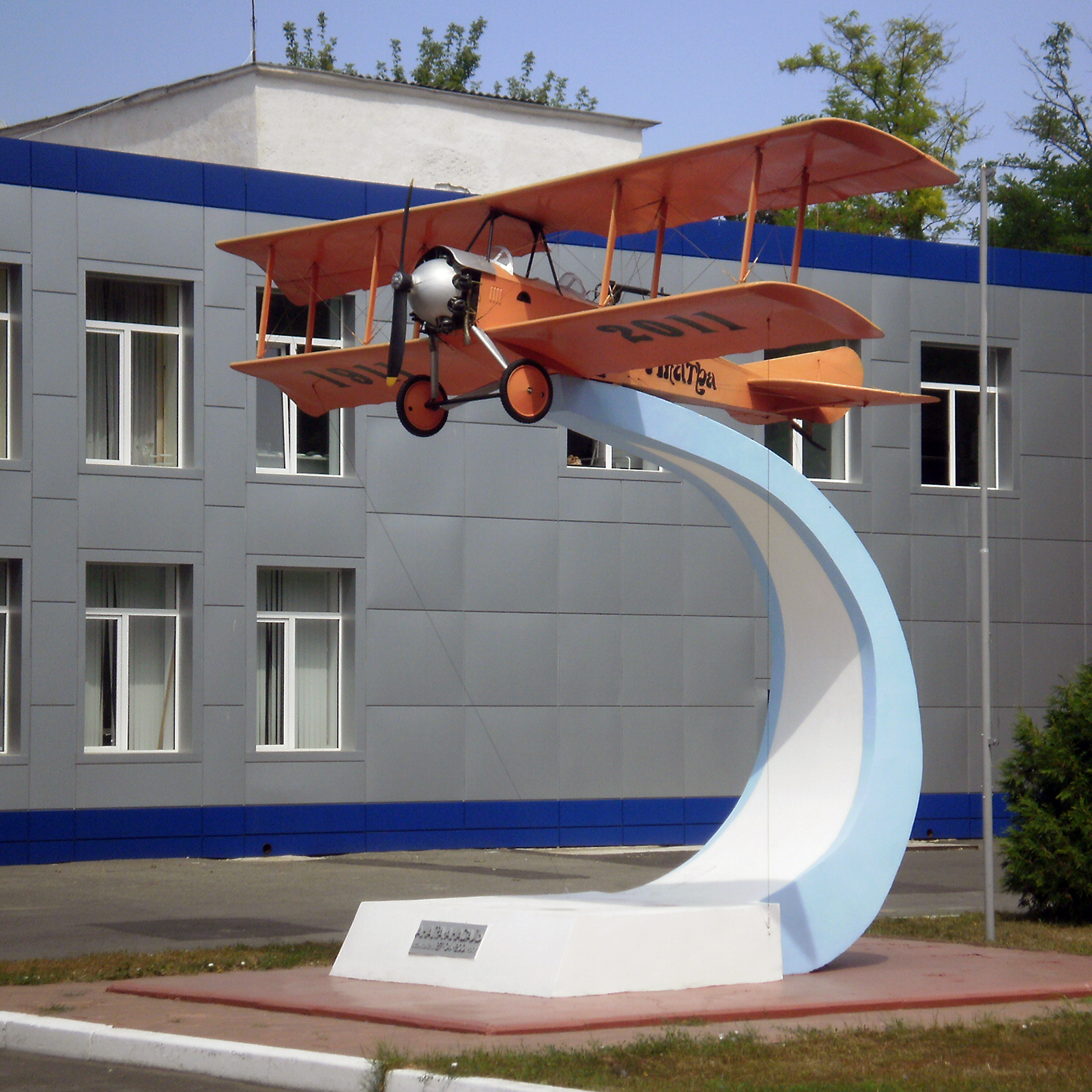
Nachbau einer Anatra in Odessa
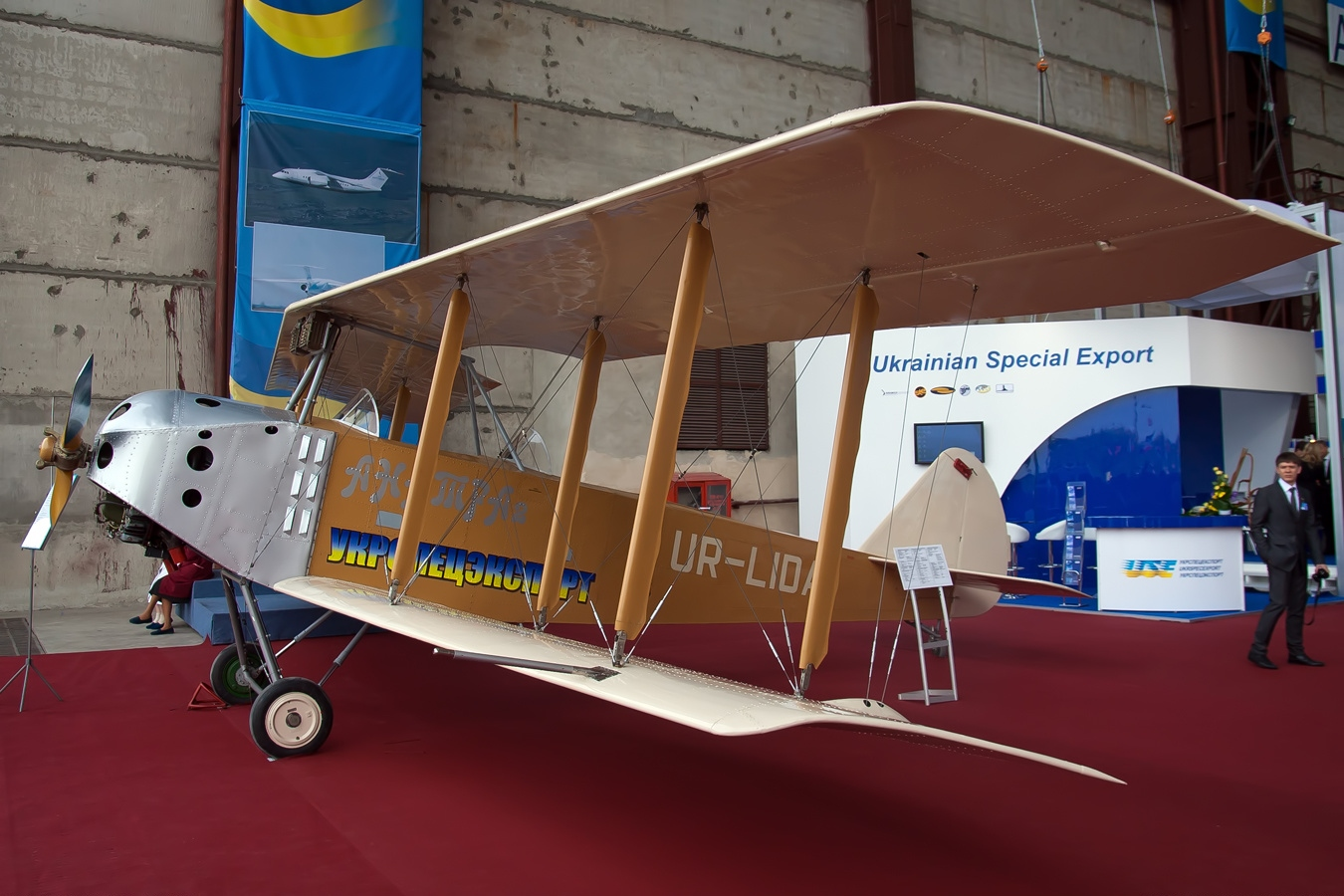
Nachgebaute Anatra auf einer ukrainischen Ausstellung